# حاتسور
حاتسور عبرية: חצור رسمياً حاتسور أشدود لتمييزه عن حاتسور هغليليت، هو كيبوتس في جنوب فلسطين (إسرائيل). يقع بالقرب من أسدود، تحت ولاية مجلس بير توفيا الإقليمي. بلغ عدد سكانه 531 نسمة في عام 2014.